# Курбанов, Джумабай
Джумабай Курбанов — советский хозяйственный, государственный и политический деятель.

## Биография
Родился в 1906 году в Турткуле. Член ВКП(б) с 1927 года.
С 1925 года — на хозяйственной, общественной и политической работе. В 1925—1938 гг. — инструктор Турткульского окружкома ЛКСМ, управляющий делами, заведующий экономическим отделом Кара-Калпакского обкома ЛКСМ, ответственный секретарь редакции газеты, главный редактор «Кзыл Каракалпакстан», нарком финансов Кара-Калпакии, заведующий агитационно-массового отдела Кара-Калпакского обкома КПУ, председатель Совнаркома Кара-Калпакской АССР, начальник отдела заготовок и сбыта Средне-Азиатской конторы Металлома.
Избирался депутатом Верховного Совета СССР 1-го созыва.
Репрессирован, осуждён и расстрелян в 1941 году.